# Minato
Minato (港区, Minatoku) är en stadsdelskommun i Tokyo, Japan som bildades 1947 genom en sammanslagning av Akasaka, Azabu och Shiba kommuner. 
Minato innefattar många av Tokyos mer kända platser, bland annat Tokyo Tower och Roppongi Hills. I ingen kommun i Japan ligger så många företags huvudkontor som i Minato, varför detta kan sägas vara något av Japans affärscentrum. Sammanlagt 49 ambassader, däribland den svenska, ligger i Minato. Keiō universitet och Tokyo universitet är bara några av de högskolor som har institutioner här. Omkring en tiondedel av invånarna är utlänningar, vilket är en med japanska mått mätt hög siffra.

## Stadsdelar i Minato
Administrativa stadsdelar
- Shinbashi (新橋)

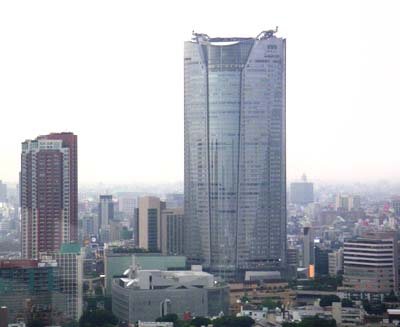
Utsikt över Roppongi Hills från Tokyo Tower.

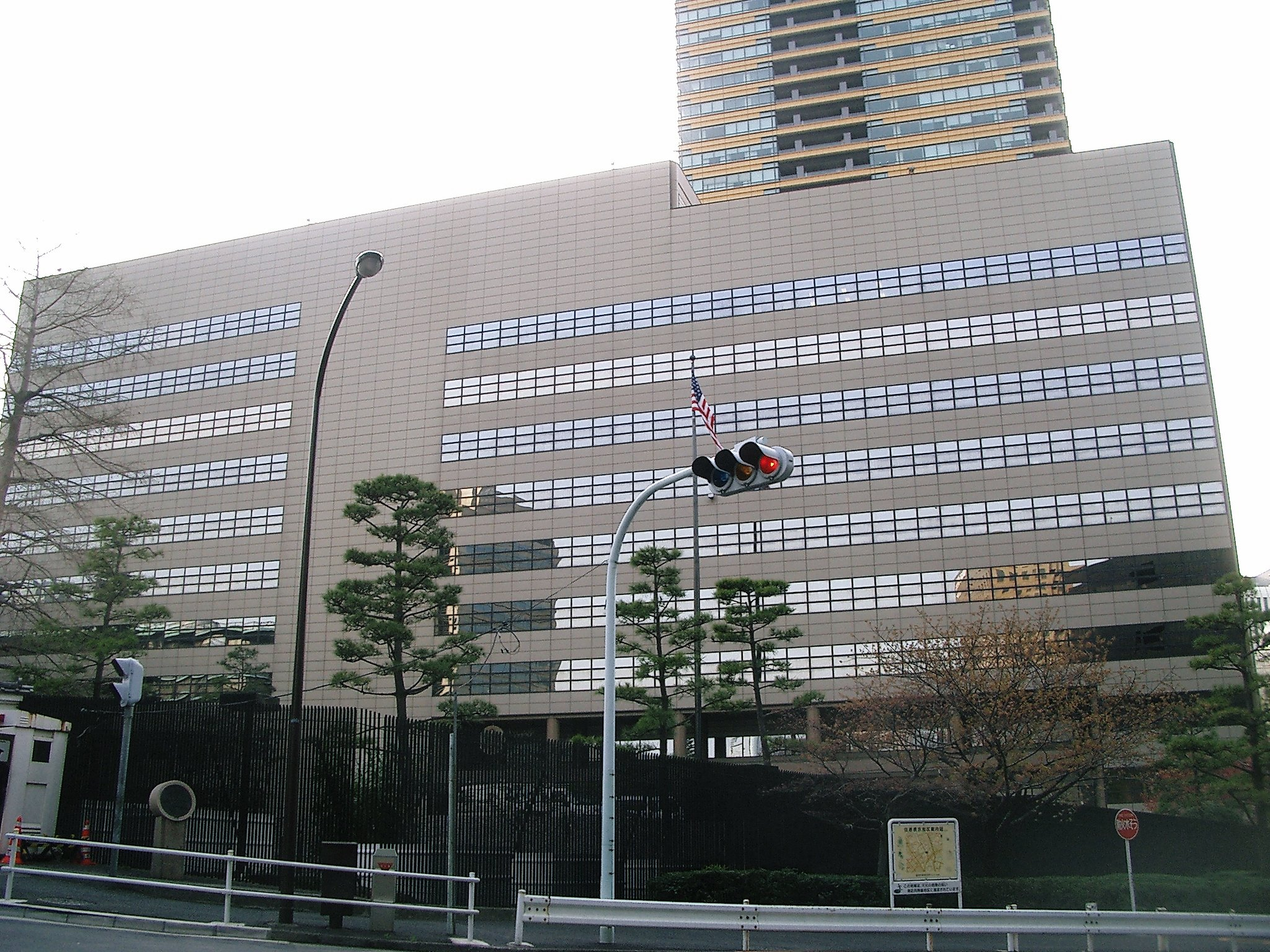
Förenta staternas ambassad i Tokyo ligger i Minato

- Higashi-shinbashi (東新橋, tidigare Shiodome)
- Nishi-shinbashi (西新橋)
- Toranomon (虎ノ門)
- Shiba-kōen (芝公園)
- Hamamatsu-chō (浜松町)
- Shiba (芝)
- Atago (愛宕)
- Shiba-daimon (芝大門)
- Mita (三田)
- Takanawa (高輪)
- Shirogane (白金)
- Shiroganedai (白金台)
- Shibaura (芝浦)
- Kaigan (海岸)
- Kōnan (港南)
- Daiba (台場, en del av Odaiba)
- Higashi-azabu (東麻布)
- Azabudai (麻布台)
- Azabumamiana-chō (麻布狸穴町)
- Azabunagazaka-chō (麻布永坂町)
- Azabujūban (麻布十番)
- Minami-azabu (南麻布)
- Moto-azabu (元麻布)
- Nishi-azabu (西麻布)
- Roppongi (六本木)
- Akasaka (赤坂)
- Moto-akasaka (元赤坂)
- Kita-aoyama (北青山)
- Minami-aoyama (南青山)

## Kommunikationer
Den 1 oktober 2003 öppnades Shinagawa station, som trots sitt namn ligger i Takanawa, för Tokaido Shinkansen.  Shinagawa trafikeras av vissa Hikari- och Nozomi-avgångar.